# Alverca do Ribatejo e Sobralinho
Alverca do Ribatejo e Sobralinho (oficialmente: União das Freguesias de Alverca do Ribatejo e Sobralinho) é uma freguesia portuguesa do município de Vila Franca de Xira, com 23,92 km² de área e 36 465 habitantes (censo de 2021). A sua densidade populacional é 1 524,5 hab./km².
É composta pela cidade de Alverca e pela vila de Sobralinho.

## História
Foi criada aquando da reorganização administrativa de 2012/2013, resultando da agregação das antigas freguesias de Alverca do Ribatejo e Sobralinho.
Uma das características de Alverca é a sua ligação à História da Aviação Portuguesa, sendo considerado como o berço da aviação em Portugal. Aí se instalou em 1919 o aeródromo militar e as Oficinas Gerais de Material Aeronáutico. Também foi em Alverca que funcionou o primeiro aeroporto internacional português, denominado Campo Internacional de Aterragem, que serviu Lisboa até à inauguração do Aeroporto da Portela em 1940.
A vila do Sobralinho foi criada pela desanexação de Alverca em 1985. Foi elevada a vila em 12 de julho de 1997. Tem por orago o Divino Espírito Santo.

## Demografia
A população registada nos censos foi:
| Distribuição da População por Grupos Etários | Distribuição da População por Grupos Etários | Distribuição da População por Grupos Etários | Distribuição da População por Grupos Etários | Distribuição da População por Grupos Etários | Distribuição da População por Grupos Etários |
| -------------------------------------------- | -------------------------------------------- | -------------------------------------------- | -------------------------------------------- | -------------------------------------------- | -------------------------------------------- |
| Antes da agregação                           |                                              |                                              |                                              |                                              |                                              |
| Ano                                          | 0-14 anos                                    | 15-24 anos                                   | 25-64 anos                                   | >= 65 anos                                   | Total                                        |
| 2001                                         | 5258                                         | 4720                                         | 19580                                        | 3693                                         | 33251                                        |
| 2011                                         | 5799                                         | 3587                                         | 21378                                        | 5356                                         | 36120                                        |
| Após a agregação                             |                                              |                                              |                                              |                                              |                                              |
| Ano                                          | 0-14 anos                                    | 15-24 anos                                   | 25-64 anos                                   | >= 65 anos                                   | Total                                        |
| 2021                                         | 5379                                         | 3769                                         | 20099                                        | 7218                                         | 36465                                        |

## Descrição
Alverca é chamada de "cidade verde" (devido ao elevado número de espaços verdes e ruas arborizadas). É um grande ponto de passagem a nível ferroviário e automóvel. Os grandes atrativos da cidade são o Museu do Ar, o Museu Municipal - Núcleo de Alverca, o pelourinho manuelino no Largo João Mantas no centro de Alverca, a Igreja de São Pedro, a antiga Misericórdia e a Igreja dos Pastorinhos, que encerra o segundo maior carrilhão da Europa e terceiro maior do mundo. Há a assinalar também o Jardim Álvaro Vidal, algumas vistas sobre o rio Tejo e a Lezíria, raras na area da Grande Lisboa.

## Património
- Antiga Igreja do Mártir de S. Sebastião
- Castelo de Alverca
- Capela de Nossa Senhora da Piedade, em Adarse
- Capela de São Clemente, em Arcena
- Capela S. Sebastião
- Cruzeiro no largo da Cruz
- Forte dos Sinais, da linha defensiva de Lisboa (1809/1810)
- Igreja de São Pedro
- Igreja da Misericórdia
- Igreja dos Pastorinhos
- Linha de Torres Vedras
- Marco de IV légua da Estrada Real de D. Maria I
- Moinho de Maré, do Adarse
- Monumento "25 de Abril"
- Monumento comemorativo dos 100 anos de aviação em Alverca
- Núcleo Museológico de Alverca - Antiga Casa da Câmara
- Obeliscos
- Palácio do Sobralinho
- Pelourinho manuelino